# Edgaras Slušnys
Edgaras Slušnys (* 21. Juli 1991 in Kretinga) ist ein litauischer Badmintonspieler.

## Karriere
Edgaras spielt Badminton ab der 2. Klasse. Sein Vater und Trainer ist Arnoldas Slušnys (* 1965). Edgaras gehört dem Club Kretingos BK an. Edgaras Slušnys spielt auch Beachvolleyball. Nach dem Abitur 2010 am Pranciškonų-Gymnasium Kretinga (KPG) absolvierte er von 2010 bis 2014 das Bachelorstudium Informationstechnologie an der Universität Klaipėda in der litauischen Hafenstadt Klaipėda. 
Slušnys konnte seinen bisher ersten Erfolg bei der litauischen nationalen Meisterschaft 2011 feiern. Dort gewann er den Titel im Herrendoppel mit Kęstutis Navickas. International startete er 2011 in Polen und Estland. 2012 gewann er national Silber ebenso wie 2014. 2012 gewann er die Riga International 2012 und belegte Rang zwei bei den Slovak International 2012. Ein Jahr später vertrat er sein Land beim Sudirman Cup 2013, 2014 dann bei der Badminton-Mannschaftseuropameisterschaft 2014.
Seit 2019 arbeitet er als IT-Administrator im Sicherheitsunternehmen ARGUS. 
Er ist Leiter des Badmintonclubs „Smešas“. 

## Sportliche Erfolge
| Saison | Veranstaltung                     | Disziplin    | Platz | Name                                   |
| ------ | --------------------------------- | ------------ | ----- | -------------------------------------- |
| 2011   | Litauen: Einzelmeisterschaften    | Herrendoppel | 1     | Kęstutis Navickas / Edgaras Slušnys    |
| 2012   | Litauen: Mannschaftsmeisterschaft | Mannschaft   | 1     |                                        |
| 2012   | Riga International                | Mixed        | 1     | Edgaras Slušnys / Gerda Voitechovskaja |
| 2012   | Slovak International              | Herrendoppel | 3     | Edgaras Slušnys / Alan Plavin          |
| 2024   | Litauen:Einzelmeisterschaft       | Mixed        | 1     | Edgaras Slušnys / Vaida Slušnienė      |